# شی هتن
شی هتن (به انگلیسی: Shay Hatten) (زاده ۱۸ مارس ۱۹۹۴) فیلمنامه‌نویس و تهیه‌کننده فیلم آمریکایی است. او بیشتر به خاطر کار روی فیلم جان ویک: بخش ۳ (۲۰۱۹) و ارتش مردگان (۲۰۲۱) شناخته شده‌است.

## اوایل زندگی
هتن در اوکلند، کالیفرنیا به دنیا آمد. او در سال ۲۰۱۶ میلادی از دانشکده فیلم و تلویزیون دانشگاه لویولا مریمونت فارغ‌التحصیل شد.

## فیلم‌شناسی

### فیلم
- جان ویک: بخش ۳ (۲۰۱۹)[۳]
- ارتش مردگان (۲۰۲۱)[۴]
- ارتش دزدان (۲۰۲۱)[۵]
- شیفت روز (۲۰۲۲)[۶]
- جان ویک: بخش ۴ (۲۰۲۳)[۷]
- ماه سرکش (۲۰۲۳)[۸]
- بالرین (۲۰۲۴)[۹]

### تلویزیون
| سال  | عنوان                      | ذکرشده به عنوان | ذکرشده به عنوان | یادداشت‌ها    |
| سال  | عنوان                      | فیلم‌نامه‌نویس    | تهیه‌کننده       | یادداشت‌ها    |
| ---- | -------------------------- | --------------- | --------------- | ------------ |
| ۲۰۲۱ | می‌دانم تابستان پیش چه کردی | آری             | آری             |              |
| ۲۰۲۲ | ارتش مردگان: وگاس گمشده    | آری             | آری             | در دست تولید |
| ن/م  | Cult Classic               | آری             | آری             | پس‌تولید      |